# Psilopa polita
Psilopa polita är en tvåvingeart som först beskrevs av Macquart 1835.  Psilopa polita ingår i släktet Psilopa och familjen vattenflugor. Arten är reproducerande i Sverige. Inga underarter finns listade i Catalogue of Life.